# محمد عارف (لاعب كرة قدم مالديفي)
محمد عارف (ولد في 11 آب / أغسطس 1985) هو لاعب كرة قدم مالديفي يلعب في مركز خط الوسط.

## المسيرة المهنية
أول نادي لعب معه هو نادي في بي في موسم 2007 في الدوري الديفيهي قبل أن يغادر في عام 2008 إلى نادي فالنسيا المالديفي. وعاد في النهاية إلى نفس النادي في موسم 2011.
بعد خروجه من نادي في بي في عام 2007 انضم إلى نادي كلوب فالنسيا المالديفي في موسم 2008 في الدوري الديفيهي.
وغادر النادي قبل نهاية الموسم. ثم انتقل إلى نادي نيو راديانت في موسم 2009 في الدوري الديفيهي. بقي في النادي موسمين 2009 و2010. وعاد إلى نادي في بي في موسم 2011.
وفي موسم 2012 انتقل إلى نادي النسور وتركه في نهاية الموسم، ثم انتقل إلى نادي مازيا في موسم 2013 في الدوري الديفيهي.

## نادي كانباوزا لكرة القدم
في 2 كانون الثاني / يناير عام 2014، انتقل إلى دوري الدرجة الأولى في ميانمار ولعب مع نادي كانباوزا لكرة القدم.

## المسيرة الدولية
نظرا لمهاراته البارزة كلاعب وسط وقدراته كصانع ألعاب، لم يستغرق الأمر وقتًا طويلاً حتى انضم إلى الفريق الوطني لجزر المالديف.

### بطولة اتحاد جنوب آسيا لكرة القدم
تألق في بطولة بطولة اتحاد جنوب آسيا 2005 التي استضافتها باكستان، وفي بطولة بطولة اتحاد جنوب آسيا 2008 التي استضافها كل من المالديف وسريلانكا، وساعد المالديف على الفوز بأول لقب لها في البطولة. كما لعب في نفس البطولة في 2009 و2011 و2013.

## وصلات خارجية
- محمد عارف على موقع الاتحاد الدولي (مؤرشف)  (الإنجليزية)
- محمد عارف على موقع قاعدة بيانات كرة القدم.إي يو (الإنجليزية)
- محمد عارف على موقع ناشيونال فوتبول تيمز (الإنجليزية)
- محمد عارف على موقع Soccerway.com (الإنجليزية)